# Bas Lugthart
Bas Lugthart (Arnhem, 15 mei 1955) is een Nederlandse beeldend kunstenaar.

## Leven en werk
Bas Lugthart studeerde van 1973 tot 1978 aan de Academie Minerva in Groningen en van 1979 tot 1981 aan de École des beaux-arts de Bordeaux in Bordeaux. Sinds 1990 werkt Lugthart samen met Maree Blok. Zij wonen in hun werkpand "Villa Mundi" te Onderdendam.

## Werken in de openbare ruimte

### Individueel
| locatie                                | titel/omschrijving          | materiaal                | jaar |
| Groningen, Noorderplantsoen            | zonder titel (fontein)      | staal                    | 1991 |
| Groningen, Hora Siccamasingel (vijver) | The rise and fall of nature |                          | 1996 |
| Wagenborgen                            | zonder titel                | metaal                   |      |
| Pekela, bij N366                       | zonder titel                | staal                    | 1990 |
| Musselkanaal, nabij de 2e Exloërmond   | Sky-line                    | staal, plexiglas en neon | 1988 |

### Met Maree Blok
| locatie                             | titel/omschrijving            | materiaal                    | jaar      |
| Emmen, Veenkampenweg                | Lost in Wonder                | graniet, buxushaag           | 1999      |
| Groningen, Prinsesseweg             | De stand der dingen           | Marmer, staal, kunststof     | 1994      |
| Groningen, Zernikecomplex           | The changing same             | Rvs, water en licht          | 2000      |
| Hoogkerk, Jan Ensinglaan 29         | Drieluik                      | beton, marmer, staal         | 1992      |
| Hoogezand, Abraham Kuypersingel     | Odyssee                       | Staal, rvs, koper, kunststof | 1995      |
| Joure                               | Het Grote Gezicht             | Cortenstaal, water           | 2003      |
| Amsterdam                           | Een mens van water            | koper, water                 | 2003      |
| Leeuwarden, Hoeksterend             | Tijdkijkers                   | Video, rvs, lenzen           | 2001      |
| Oegstgeest                          | De Verhalenverteller          | Staal, verhalen              | 2006      |
| Tietjerksteradeel, Canterlandsebrug | Elfstedenmonument It sil heve | keramiek                     | 2001-2008 |
| Lisse, Van Speykstraat              | De Ontmoeting                 | rvs                          | 1999      |
| Schoonebeek, Burgemeester Osselaan  | Antipode                      |                              | 1996      |
| Weiwerd                             | Eeuwig water                  |                              | 1994      |
| Diemen                              | Rustpunten XXL                | cortenstaal                  | 2019/2020 |

### Met Jan Brouwer
| locatie                              | titel/omschrijving | materiaal   | jaar |
| Borger-Odoorn, bij Drentse Mondenweg | gebroken lijn      | natuursteen | 1989 |